# Frantzwagner Sällskapet
Frantzwagner Sällskapet är en ideell organisation som stiftades i Helsingborg 2013 med det huvudsakliga syftet att bevara det språkliga och kulturella arvet för romanifolket. Sällskapet är grundat av ättlingar till romen Peter Christophersson Frantzwagner (c.1675-1756) som invandrade till Sverige via Danmark i slutet av 1600-talet.
Sällskapet ger ut tidskriften Drabbrikan ("tidningen" på svensk romani) med fyra nummer per år sedan 2016. 